# パリエン郡
座標: 北緯7度10分18秒 東経99度41分12秒 / 北緯7.17167度 東経99.68667度
パリエン郡（パリエンぐん）はタイ南部・トラン県にある郡（アムプー）である。

## 名称
日本語ではパリアンとも書かれる。パリエンとはマレー語のプランターがなまった語と言われている。

## 歴史
元々はムアンパッタルンの領域であったが、1791年人口が増えてきたのでムアンパリエンという都市がおかれ独立した。このときパリエンの街は現在のタムボン・パリエンにあった。1887年街が現在のタムボン・ターパヤーに移動した。その後、1891年、ラーマ5世（チュラーロンコーン）はムアンパリアンをムアントランの管轄下に移した。
1895年、ムアンパリエンはターパヤー郡という名で郡となった。2年後ターパヤー郡の郡庁はバーン・ヨンサターに移転、1897年、ターパヤー郡はヨンサター郡と改名した。その後1939年に再び改名がありパリエン郡となった。

## 地理
郡庁はパリエン川の形成した平地にある。郡内の主な水源はパリエン川である。郡の東には山岳地帯が広がり、風光明媚な滝が数多くある。郡西部は海に面しており、レーム・ヨンサターというビーチがある。
交通は国道404号線が北に延びておりトラン方面と、南に416号線が延びておりサトゥーン方面と通じる。

## 経済
主な産業は農業、漁業である。農業ではパラゴムノキの生産がさかん。また、魚の養殖なども行われている。

## 行政区分
郡は10のタムボンに分かれ、さらにその下位に85の村（ムーバーン）がある。自治体（テーサバーン）があり以下のようになっている。
テーサバーンタムボン・ターカーム・・・タムボン・ターカームの一部。
また、郡内には10のタムボン行政体（オンカーンボーリハーンスワンタムボン）がある。なお、以下のリストで欠番のタムボンは現在分離し、ハートサムラーン郡を形成しているタムボンである。
| 1. タムボン・ターカーム・・・ตำบลท่าข้าม 2. タムボン・トゥンヤーン・・・ตำบลทุ่งยาว 3. タムボン・パリエン・・・ตำบลปะเหลียน 4. タムボン・バーンドゥワン・・・ตำบลบางด้วน 1. タムボン・バーンナー・・・ตำบลบ้านนา 1. タムボン・スソ・・・ตำบลสุโสะ 2. タムボン・リパン・・・ตำบลลิพัง 3. タムボン・コスコーン・・・ตำบลเกาะสุกร 4. タムボン・ターパヤー・・・ตำบลท่าพญา 5. タムボン・レームソーム・・・ตำบลแหลมสอม | 郡内のタムボン |